# Provinciale weg 634
De provinciale weg 634 (N634) is een voormalige provinciale weg in Nederland, gelegen in de provincie Noord-Brabant. De weg is sinds 2007 in gemeentelijk beheer en verloopt vanaf Geldrop via Heeze naar Leende en is 7 kilometer lang.

## Routebeschrijving
De N634 begon op de aansluiting Geldrop van de A67 en voert zuidwaarts door de bebouwde kom van Heeze. Daarna verloopt de weg zuidwestwaarts tot Leende, waar indirect een aansluiting op de A2 en N396 naar Valkenswaard was.

## Geschiedenis
De weg bestaat al sinds de jaren 50 in de huidige vorm en is weinig opgewaardeerd. Oorspronkelijk liep de N634 vanaf Valkenswaard tot Geldrop. Het westelijke deel tussen Valkenswaard en de A2 bij Leende is in 2003 omgenummerd tot N396. Per 1 januari 2007 is het deel tussen Heeze en de A2 aan de gemeente Heeze-Leende overgedragen voor een afkoopsom van € 200.000,00.
N62 · N69 · N251 · N252 · N253 · N254 · N255 · N256/A256 · N257 · N258 · N260 · N261 · N262 · N263 · N264 · N266 · N267 · N268 · N269 · N270/A270 · N271 · N272 · N273 · N274 · N275 · N276 · N277 · N278 · N279 · N280 · N281 · N282 · N283 · N284 · N285 · N286 · N287 · N288 · N289 · N290 · N291 · N292 · N293 · N294 · N295 · N296 · N296n · N297 · N298 · N300 · N321 · N322 · N324 · N329 · N389 · N394 · N395 · N396 · N397

N556 · N562 · N564 · N570 · N572 · N590 · N595 · N598 · N601 · N602 · N605 · N607 · N612 · N613 · N615 · N616 · N617 · N618 · N620 · N622 · N625 · N629 · N631 · N632 · N637 · N638 · N639 · N640 · N641 · N651 · N652 · N653 · N654 · N655 · N656 · N658 · N659 · N660 · N661 · N662 · N663 · N664 · N665 · N666 · N667 · N668 · N669 · N670 · N671 · N673 · N674 · N675 · N676 · N682 · N683 · N686 · N689 · N690 · N831 · N843

Voormalige provinciale wegen: N299 · N551 · N552 · N553 · N554 · N555 · N560 · N561 · N563 · N565 · N566 · N567 · N568 · N571 · N574 · N580 · N581 · N582 · N583 · N584 · N585 · N586 · N587 · N588 · N589 · N591 · N592 · N593 · N594 · N596 · N597 · N603 · N604 · N606 · N608 · N610 · N611 · N614 · N619 · N621 · N623 · N624 · N626 · N628 · N630 · N634 · N642 · N657